# Xã Washington, Quận Jewell, Kansas
Xã Washington (tiếng Anh: Washington Township) là một xã thuộc quận Jewell, tiểu bang Kansas, Hoa Kỳ. Năm 2010, dân số của xã này là 55 người.